# بيتر مارتينز
بيتر مارتينز (بالدنماركية: Peter Martins)‏ هو راقص دنماركي، ولد في 27 أكتوبر 1946 في كوبنهاغن في الدنمارك.

## وصلات خارجية
- بيتر مارتينز على موقع IMDb (الإنجليزية)
- بيتر مارتينز على موقع الموسوعة البريطانية (الإنجليزية)
- بيتر مارتينز على موقع قاعدة بيانات برودواي على الإنترنت (الإنجليزية)